# Starsky and Hutch
Starsky and Hutch (também grafada como Starsky & Hutch, conhecida no Brasil como "Starsky & Hutch - Justiça em Dobro") foi uma série de televisão americana da década de 1970, criada por William Blinn e produzida pela Spelling-Goldberg Productions. Exibida pela ABC entre 30 de abril de 1975 e 15 de maio de 1979, a série consistiu de um piloto de 90 minutos (originalmente exibido como Filme da Semana na emissora) e 92 episódios de 60 minutos cada. Distribuída originalmente pela Columbia Pictures Television nos Estados Unidos e pela Metromedia Producers Corporation no Canadá e em outras partes do mundo, atualmente é distribuída pela Sony Pictures Television.
No Brasil, a série foi exibida nos anos 70, por alguns anos, às 22h00, pela Rede Bandeirantes. E com o nome de Starky & Hutch - Justiça em Dobro. Em 1978, na mesma Rede Bandeirantes, era a série das quartas-feiras, 22h00, em um horário com outras séries nas noites de segunda, terça, quinta e sextas-feiras, sempre 22h00.
O programa foi descrito pelo crítico Josh Ozersky como "o mais popular programa policial de seu tempo".
Em 2004 foi lançado o filme americano Starsky & Hutch - Justiça Em Dobro, dirigido por Todd Phillips e estrelado por Ben Stiller e Owen Wilson, inspirado na série de televisão. No final do filme os atores da série dos anos 70 contracenam com Ben Stiller e Owen Wilson.

## Lista de Episódios

### 1ª Temporada (1975–76)
1. Savage Sunday
2. Texas Longhorn
3. Death Ride
4. Snowstorm
5. The Fix
6. Death Notice
7. Pariah
8. Kill Huggy Bear
9. The Bait
10. Lady Blue
11. "Captain Dobey, You're Dead!"
12. Terror on the Docks
13. The Deadly Impostor
14. Shootout
15. The Hostages
16. Losing Streak
17. Silence
18. The Omaha Tiger
19. Jojo
20. Running
21. A Coffin for Starsky
22. The Bounty Hunter

### 2ª Temporada (1976–77)
1. The Las Vegas Strangler (1)
2. The Las Vegas Strangler (2)
3. Murder at Sea (1)
4. Murder at Sea (2)
5. Gillian
6. Bust Amboy (a.k.a. Nightlight)
7. The Vampire
8. The Specialist
9. Tap Dancing Her Way Right Back Into Your Hearts
10. Vendetta (a.k.a. The Monster)
11. Nightmare
12. Iron Mike (a.k.a. Captain Mike Ferguson)
13. Little Girl Lost
14. Bloodbath
15. The Psychic
16. The Set-Up (1)
17. The Set-Up (2)
18. Survival
19. Starsky's Lady (a.k.a. Revenge; a.k.a. Snowball)
20. Huggy Bear and the Turkey
21. The Committee
22. The Velvet Jungle
23. Long Walk Down a Short Dirt Road
24. Murder on Stage 17
25. Starsky and Hutch Are Guilty

### 3ª Temporada (1977–78)
1. Starsky & Hutch on Playboy Island (a.k.a. Murder on Voodoo Island) - Part 1
2. Starsky & Hutch on Playboy Island (a.k.a. Murder on Voodoo Island) - Part 2
3. Fatal Charm
4. I Love You, Rosey Malone
5. Murder Ward
6. Death in a Different Place
7. The Crying Child
8. The Heroes - Lynn Borden aparece como Roxy neste episódio.
9. The Plague - Part 1
10. The Plague - Part 2
11. The Collector
12. Manchild on the Streets
13. The Action
14. The Heavyweight
15. A Body Worth Guarding
16. The Trap (a.k.a. Game Set Death)
17. Satan's Witches
18. Class in Crime
19. Hutchinson: Murder One (a.k.a. Hutchinson for Murder One)
20. Foxy Lady
21. Partners
22. Quadromania
23. Deckwatch

### 4ª Temporada (1978–79)
1. Discomania
2. The Game
3. Blindfold
4. Photo Finish
5. Moonshine
6. Strange Justice
7. The Avenger (a.k,a The Killing Kind)
8. Dandruff
9. Black and Blue
10. The Groupie
11. Cover Girl (a.k.a. No Deposit, No Return)
12. Starsky's Brother (a.k.a. Starsky's Little Brother)
13. The Golden Angel
14. Ballad for a Blue Lady
15. Birds of a Feather (como Barbara Stuart)
16. Ninety Pounds of Trouble
17. Huggy Can't Go Home (a.k.a. Huggy Can't Go Back)
18. Targets Without a Badge - Part 1 (a.k.a. The Snitch)
19. Targets Without a Badge - Part 2
20. Targets Without a Badge - Part 3
21. Starsky vs. Hutch
22. Sweet Revenge